# 장성원 (1939년)
장성원(1939년 10월 14일~)은 대한민국의 정치인이다. 제15·16대 국회의원을 지냈다.

## 역대 선거 결과
|  | 50.44% |

|  | 43.80% |

| 전임 김영환 조한천(권한대행) | 제11대 새천년민주당 정책위원회 의장 2003년 12월 22일~2004년 4월 19일 | 후임 김효석 |